# Evgenij Majorov
Evgenij Aleksandrovič Majorov (in russo Евгений Александрович Майоров?; Mosca, 11 febbraio 1938 – Mosca, 10 dicembre 1997) è stato un hockeista su ghiaccio sovietico, dal 1991 russo.
Era fratello gemello di Boris Majorov.

## Palmarès

### Olimpiadi invernali
- 1 medaglia[1]:
  - 1 oro (Innsbruck 1964)

### Mondiali
- 2 medaglie[1]:
  - 1 oro (Svezia 1963)
  - 1 bronzo (Svizzera 1961)